# Csillagok határán
A Csillagok határán (eredeti cím: High Life) 2018-ban bemutatott amerikai–brit–francia–lengyel–német sci-fi-horrorfilm, melyet saját és Jean-Pol Fargeau forgatókönyvéből Claire Denis rendezett, angol nyelvű rendezői debütálásaként. A főbb szerepekben Robert Pattinson, Juliette Binoche, André Benjamin és Mia Goth látható.
Világpremierje 2018. szeptember 9-én volt a Torontói Nemzetközi Filmfesztiválon. Magyarországon 2019. június 13-án mutatta be az ADS Service.

## Cselekmény
Egy apa és lánya küzd a túlélésért a világűr mélyén, ahol elszigetelten élnek.

## Szereplők
| Szerep     | Színész                  | Magyar hang     |
| ---------- | ------------------------ | --------------- |
| Monte      | Robert Pattinson         | Szatory Dávid   |
| Monte      | Mikołaj Gruss (fiatalon) |                 |
| Dibs       | Juliette Binoche         | Györgyi Anna    |
| Tcherny    | André Benjamin           | Varga Rókus     |
| Boyse      | Mia Goth                 | Tamási Nikolett |
| Nansen     | Agata Buzek              | Laurinyecz Réka |
| Chandra    | Lars Eidinger            | Kisfalusi Lehel |
| Mink       | Claire Tran              | Csuha Borbála   |
| Ettore     | Ewan Mitchell            | Czető Roland    |
| Elektra    | Gloria Obianyo           | Czető Zsanett   |
| professzor | Victor Banerjee          | Forgács Gábor   |
| Willow     | Jessie Ross              | Pekár Adrienn   |

## Díjak és jelölések
| Díj                                      | Ünnepség időpontja   | Kategória           | Jelölt            | Eredmény | Ref.   |
| ---------------------------------------- | -------------------- | ------------------- | ----------------- | -------- | ------ |
| San Sebastián-i Nemzetközi Filmfesztivál | 2018. szeptember 29. | Legjobb film        | Csillagok határán | Jelölve  | [ 9 ]  |
| San Sebastián-i Nemzetközi Filmfesztivál | 2018. szeptember 29. | FIPRESCI díj        | Csillagok határán | Elnyerte | [ 10 ] |
| Film Fest Gent                           | 2018. október 19.    | Legjobb film        | Csillagok határán | Jelölve  | [ 11 ] |
| Film Fest Gent                           | 2018. október 19.    | Georges Delerue díj | Stuart A. Staples | Elnyerte | [ 12 ] |
| Louis Delluc Prize                       | 2018. december 12.   | Legjobb film        | Csillagok határán | Jelölve  | [ 13 ] |

## Fordítás
- Ez a szócikk részben vagy egészben  a   High Life (2018 film) című angol Wikipédia-szócikk ezen változatának fordításán alapul.  Az eredeti cikk szerkesztőit annak laptörténete sorolja fel. Ez a jelzés csupán a megfogalmazás eredetét és a szerzői jogokat jelzi, nem szolgál a cikkben szereplő információk forrásmegjelöléseként.